# Thamnophis elegans
Il serpente giarrettiera terricolo (Thamnophis elegans (Baird & Girard, 1853)) è un serpente non velenoso della famiglia Natricidae, diffuso in Nord America, dall'Alaska ed il Canada fino all'America Centrale. Il serpente giarrettiera è anche il rettile statale del Massachusetts.

## Habitat
I Serpenti giarrettiera sono diffusi nel Nord America. Il serpente giarrettiera comune (Thamnophis sirtalis), è l'unica specie di serpente che si trova in Alaska, ed è una delle specie di serpente più a nord, possibilmente seconda solo alla Vipera berus. Ciò è possibile per via della sua dieta non particolare e l'adattabilità a diversi biomi e formazioni terrestri, con prossimità variabile all'acqua. Tuttavia, ad ovest del Nord America, questi serpenti amano di più l'acqua rispetto alla porzione ad est.

## Stato di conservazione
Nonostante il loro declino dall'essere collezionati come animali domestici (in particolare nelle regioni più a nord dove grandi gruppi sono collezionati ad ibernazione), l'inquinamento delle aree acquatiche, e l'introduzione della Rana catesbeiana e del Persico trota come predatori, rimane comunque un serpente molto comune. È l'unico serpente immune dal veleno del Taricha granulosa (Tritone dalla pelle ruvida).

## Dieta
I Serpenti giarrettiera, come tutti i serpenti, sono carnivori. La loro dieta consiste di tutte le creature che possono catturare: lumache, lombrichi, sanguisughe, lucertole, anfibi, Uccelli, pesci, rane e roditori. Quando vivono vicino all'acqua, si cibano di altri animali acquatici. Il Thamnophis sauritus in particolare preferisce rane (inclusi i girini), mangiandoli prontamente nonostante le loro difese chimiche. Il cibo è inghiottito intero. I Serpenti giarrettiera spesso si adattano per mangiare qualunque cosa trovino, e dovunque, perché il cibo può essere scarso ed abbondante. Nonostante mangino quasi del tutto animali vivi, certe volte si cibano di uova.

## Tassonomia
Comprende le seguenti sottospecie:
- Thamnophis elegans arizonae Tanner & Lowe, 1989
- Thamnophis elegans elegans (Baird & Girard, 1853)
- Thamnophis elegans errans Smith, 1942
- Thamnophis elegans hueyi (Van Denburgh & Slevin, 1923
- Thamnophis elegans vagrans (Baird & Girard, 1853) ou Couleuvre de l'Ouest
- Thamnophis elegans vascotanneri Tanner & Lowe, 1989
- Thamnophis elegans terrestrisBaird & Girard, 1853